# Amazon.com
Amazon.com, Inc. (NASDAQ: AMZN) je multinacionalno trgovsko podjetje, ki posluje elektronsko, s sedežem v mestu Seattle, Washington, Združene države Amerike. Je največja spletna trgovina na svetu, ki posluje predvsem preko svoje matične spletne strani s tem naslovom, vzpostavljene pa ima tudi lokalizirane spletne strani v različnih državah, kot so Združeno kraljestvo, Kanada, Nemčija, Francija, Japonska in Kitajska.
Podjetje je leta 1994 ustanovil ameriški računalnikar in poslovnež Jeff Bezos, spletna stran je bila prvič postavljena leta 1995. Poimenoval ga je po reki Amazonki, saj je želel, da se začne s črko A, da bi se uvrščalo pri vrhu abecednih seznamov podjetij, Amazonka pa je kot največja svetovna reka ponazarjala njegov cilj ustvariti največje tovrstno podjetje. Prva dejavnost Amazon.com, spletno trženje knjig, se je kmalu razširila na prodajo nosilcev filmov in glasbe, programske opreme ter videoiger, kasneje pa še elektronike, modnih dodatkov, pohištva, hrane in igrač.
Julija 2021 je Jeff Bezos odstopil z mesta direktorja in predal stolček Andyju Jassyju.